# Zinsdeel
Een zinsdeel of syntagma is in de grammatica een functioneel onderdeel van een zin. Het proces om een zin te ontleden in zinsdelen wordt zinsontleding of redekundig ontleden genoemd (in tegenstelling tot "woordontleding").
De functie van een zinsdeel bepaalt voor een deel ook de vorm van de gebruikte woorden in het betreffende zinsdeel, met name in talen met veel naamvallen.

## Zinsdeel

### Persoonsvorm en gezegde
De persoonsvorm is het  werkwoord van een zin, het geeft onder meer aan of de zin in de tegenwoordige tijd of in de verleden tijd staat. In het Nederlands worden sommige werkwoorden in een zin gesplitst in twee woorden (ophangen → hij hangt zijn jas op). In dat geval bestaat de persoonsvorm uit twee woorden (hangt op).
De persoonsvorm is een onderdeel van het gezegde, waartoe alle met elkaar samenhangende werkwoordsvormen van de zin behoren. Een gezegde kan naamwoordelijk zijn of werkwoordelijk. Er is sprake van een naamwoordelijk gezegde als er een koppelwerkwoord wordt gebruikt. Bij het gebruik van een koppelwerkwoord kan de zin geen lijdend voorwerp bevatten en bevat het gezegde ook niet-werkwoorden. Voor het naamwoordelijk deel van het naamwoordelijk gezegde wordt de nominatief gebruikt.
In de zin "Jan heeft Piet een boek gegeven", is "heeft" de persoonsvorm en "heeft gegeven" het (werkwoordelijk) gezegde.
In de zin "Het boek is een encyclopedie" is "is" de persoonsvorm en "is een encyclopedie" het naamwoordelijk gezegde.

### Onderwerp
Het onderwerp is het zinsdeel dat de handeling van de persoonsvorm uitvoert. Voor het onderwerp wordt de nominatief gebruikt. Het onderwerp kan gevonden worden door te vragen "wie/wat + gezegde?"
In de zin "Jan heeft Piet een boek gegeven", is "Jan" het onderwerp.

### Lijdend voorwerp
Het lijdend voorwerp is het zinsdeel waarop de handeling van de persoonsvorm wordt uitgevoerd (het antwoord op de vraag: wie/wat + persoonsvorm + onderwerp + gezegde). Voor het lijdend voorwerp wordt de accusatief gebruikt.
In de zin "Jan heeft Piet een boek gegeven", is "een boek" het lijdend voorwerp.

### Meewerkend voorwerp
Het meewerkend voorwerp is het zinsdeel waaraan of waarvoor de handeling van de persoonsvorm betrekking heeft. In het Nederlands kan het voorzetsel "voor" of "aan" er worden voorgezet. Voor het meewerkend voorwerp wordt de datief gebruikt. (Aan/Voor + wie/wat + persoonsvorm + onderwerp + direct object(lijdend voorwerp) + gezegde)
In de zin "Jan heeft Piet een boek gegeven", is "Piet" het meewerkend voorwerp.

### Voorzetselvoorwerp en bijwoordelijke bepaling
Een voorzetselvoorwerp komt voor bij werkwoorden met een vast voorzetsel.
Alle overige zinsdelen worden bijwoordelijke bepalingen genoemd. De naamval die in deze onderdelen wordt gebruikt is afhankelijk van het voorzetsel.
In de zin "Jan wacht op de trein", is "op de trein" het voorzetselvoorwerp; "wachten" hoort bij het voorzetsel "op".
In de zin "Jan wacht op het perron", is "op het perron" een bijwoordelijke bepaling van plaats; het geeft de positie van Jan aan en staat daarmee los van "wachten".
In de zin "De jas hangt aan de kapstok", is "aan de kapstok" een bijwoordelijke bepaling.
In de zin "Jan heeft aan Piet een boek gegeven" is "aan Piet" strikt genomen een bijwoordelijke bepaling en geen meewerkend voorwerp.

### Bepaling van gesteldheid
Een bepaling van gesteldheid staat tussen een bijwoordelijke bepaling en een bijvoeglijke bepaling in. Bijvoorbeeld in de zin "Het regent hard"

## Overige bepalingen enbijzinnen
Gecompliceerdere zinnen kunnen bijzinnen en bepalingen bevatten die iets over de bovenstaande zinsdelen zeggen.

### Bijvoeglijke bepaling
Een bijvoeglijke bepaling zegt iets over een zelfstandig naamwoord, maar kan samen met het zelfstandig naamwoord een van de eerder genoemde zinsdelen zijn.
eenvoudige voorbeelden zijn dus de bijvoeglijke naamwoorden die bij een zelfstandig naamwoord staan:
- De welluidende gitaar, het dappere vosje, de groeiende Wikipedia.
- dit zijn dus bijvoeglijke bepalingen, maar geen zinsdelen. Voorbeeld van een bijvoeglijke bepaling die tegelijkertijd een zinsdeel is:

In de zin "Jan heeft Piet het boek gegeven dat op de kast lag" is "het boek dat op de kast lag" het lijdend voorwerp, "dat op de kast lag" is een bijvoeglijke bepaling bij "het boek".

### Bijzin
"Jan geeft Piet een boek, terwijl Klaas ligt te slapen".